# Phuang malai

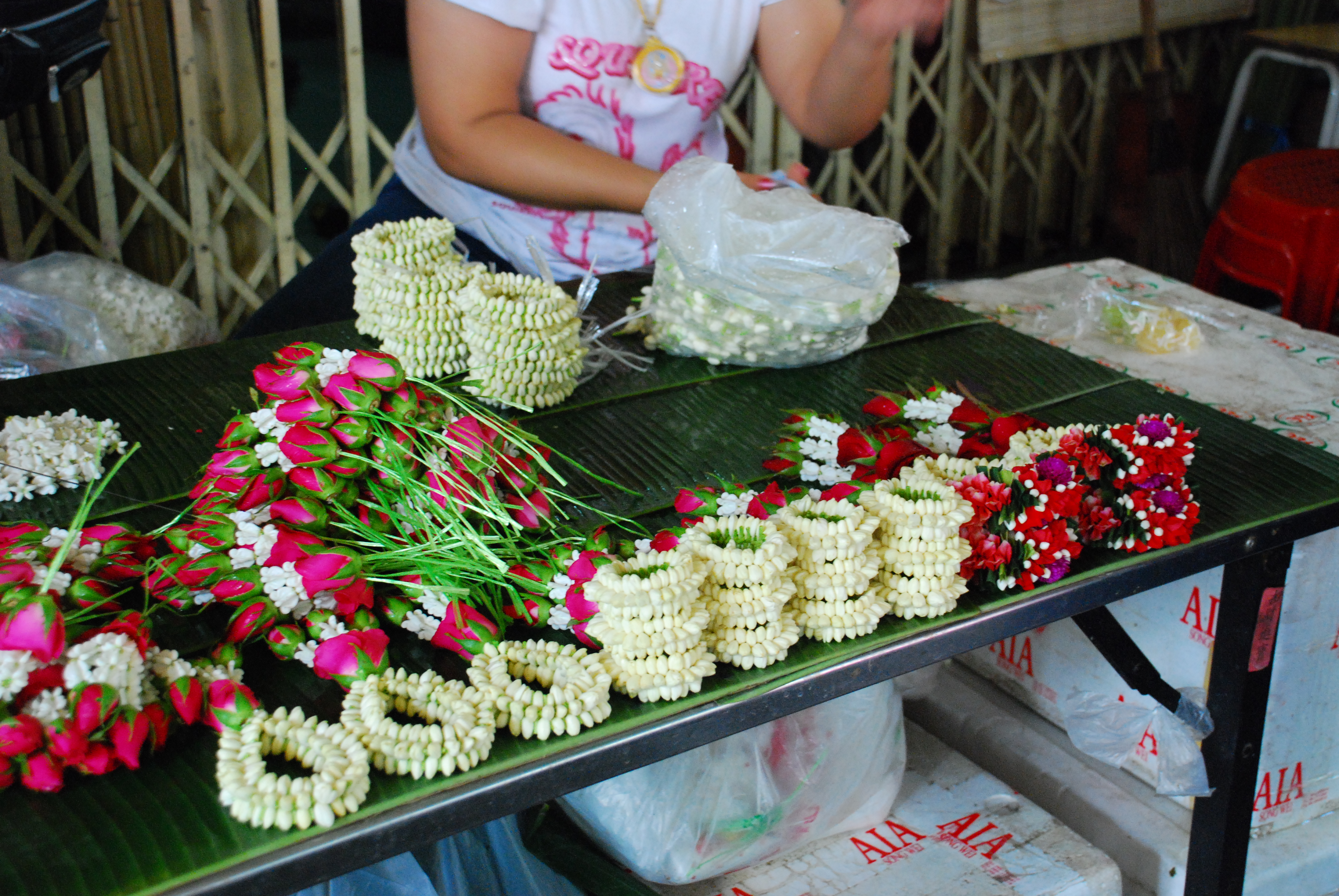
Ghirlande di malai nei vari stadi di completamento

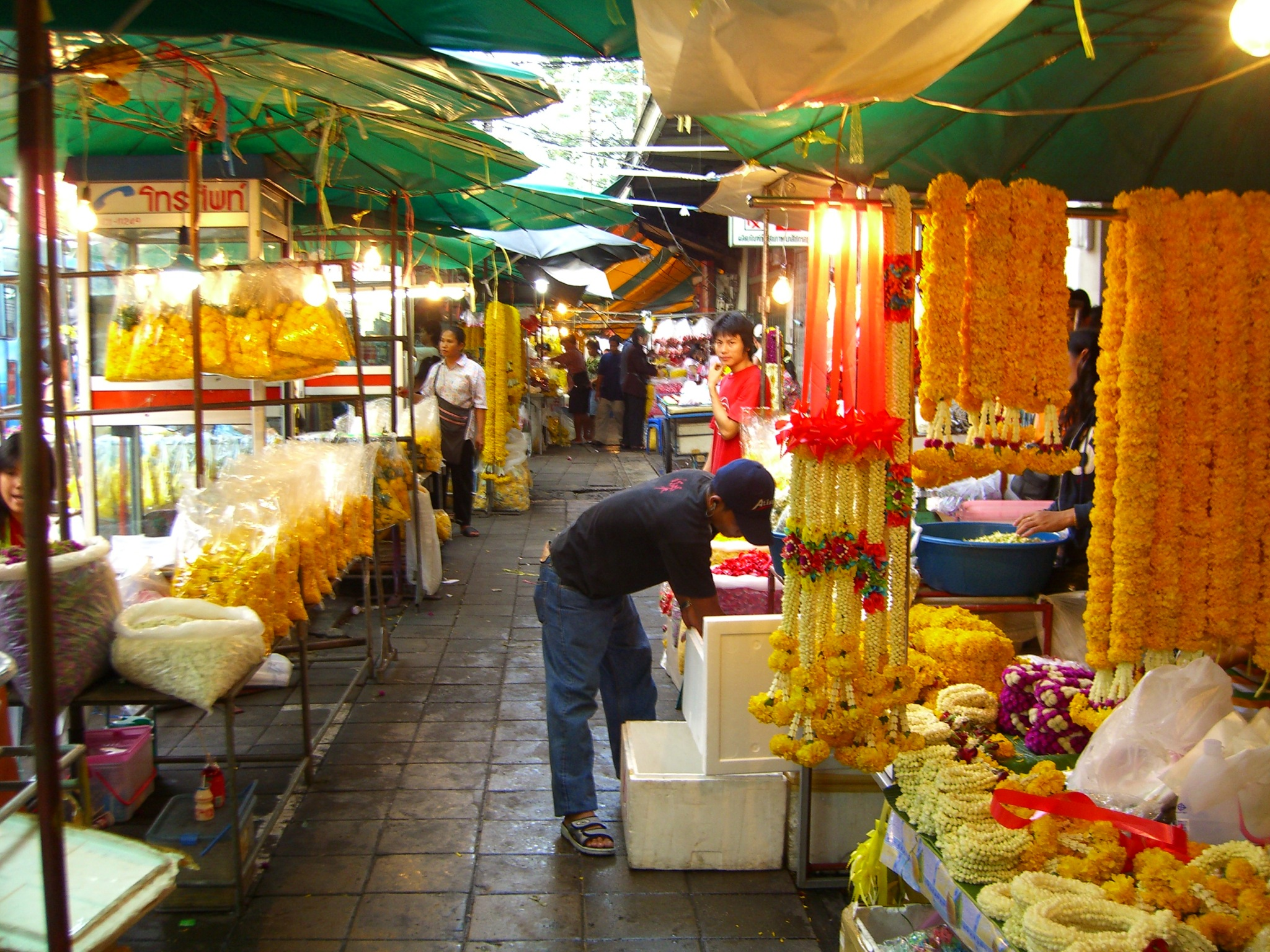
Bancarelle al mercato Pak Khlong Talat di Bangkok con phuang malai

La phuang malai (พวงมาลัย) è una composizione floreale a ghirlanda tipica della Thailandia, dove è spesso usata come offerta o tenuta come segno di buona fortuna.

## Origini
Non ci sono testimonianze scritte della prima phuang malai mai intrecciata. La prima testimonianza scritta risale al regno di re Chulalongkorn. In uno scritto letterario del re chiamato "Cerimonie reali in 12 mesi" (in thai พระราชพิธีสิบสองเดือน) in cui sono descritti eventi e cerimonie che si tenevano nel Regno di Sukhothai, durante la cerimonia del quarto mese viene menzionata la creazione di ghirlande di fiori freschi da parte della prima concubina del re: “Tao Srijulalux” (in thai:พระมหาเทวีศรีจุฬาลักษณ์). In seguito durante i successivi regni le phuang malai divennero elementi importanti e presenti in ogni cerimonia. Ogni donna del palazzo doveva essere in grado di creare un phuang malai. In particolare la regina Sripatcharindra (in thai:สมเด็จพระศรีพัชรินทราบรมราชินีนาถ พระบรมราชชนนีพันปีหลวง) ideò un'ampia varietà di intrecci.

## Modelli
I diversi tipi di phuang malai possono essere divisi in 6 gruppi.
1. Figura: assomigliano ad animali. I fiori sono sistemati a forma di topo, coniglio, scoiattolo e scimmia.
2. Catena: fiori posizionati in cerchio e connessi uno con l'altro assomigliano a una catena
3. Treccia: due catene di malai unite insieme e decorate a ogni estremità con una pigna.
4. Vite: malai intrecciate in forma semicircolare a normare un grappolo d'uva.
5. Decorate: completamente decorate con inserti in foglia d'oro e argento sia internamente che esternamente.
6. Malai di orchidea: create utilizzando esclusivamente orchidee.[3]

### Ghirlande di bambù
Le ghirlande di bambù sono un particolare tessuto creato dall'intreccio di foglie di bambù e usato in sostituzione alle ghirlande tradizionali o come modo per portare altre offerte. Questo tipo di ghirlanda è una tradizione di Phoo Thi nel villaggio di Kut Wa, nella provincia di Kalasin, nel nordest del paese. Le ghirlande di bambù sono anche utilizzate durante la festività buddhista del Vassa durante la stagione delle piogge, chiamata Bun Khaw Pra Dab Din o Bun Phaung Malai Baankutwa.
Per celebrare Phoo Thi, gli abitanti di Kut Wa intrecciano malai e si incamminano in una processione intorno al tempio di Kok per mostrare le loro creazioni, danzare, cantare e suonare le percussioni tutti insieme.

## Usi
Le phuang malai possono essere classificate in base all'uso in tre diverse categorie. 
1. Malai chai deaw (in thai:มาลัยชายเดียว) sono comunemente usate come offerte per mostrare rispetto soprattutto verso monaci e Buddha. Nei wat e nei cimiteri è comune vedere queste ghirlande appese alle braccia delle statue di monaci insieme a candele votive. Le malai preferite per questo genere di offerta sono quelle a catena e treccia.
2. Malai song chai (in thai:มาลัยสองชาย) vengono usualmente regalate a persone durante importanti cerimonie per testimoniarne l'importanza. Nei matrimoni thai tradizionali spesso sia moglie che marito indossano una malai song chai.
3. Malai chum rui (in thai:มาลัยชำร่วย) conosciute anche come "malai souvenir", sono le più piccole tra le ghirlande e vengono spesso regalate a numerosi gruppi di turisti. Oppure durante matrimoni, feste di nascita e altre cerimonie come bomboniere[5]. Le malai che raffigurano animali sono le preferite tra le malai chum rui, la cui funzione è molto simile a quella dei lei nella cultura hawaiana.

Oltre agli usi qui sopra elencati le malai possono essere utilizzate anche per decorare la sala del trono e le case. Possono essere anche appese sugli strumenti tipici thailandesi per portare rispetto al musicista e per benaugurare la performance.